# 三面红旗

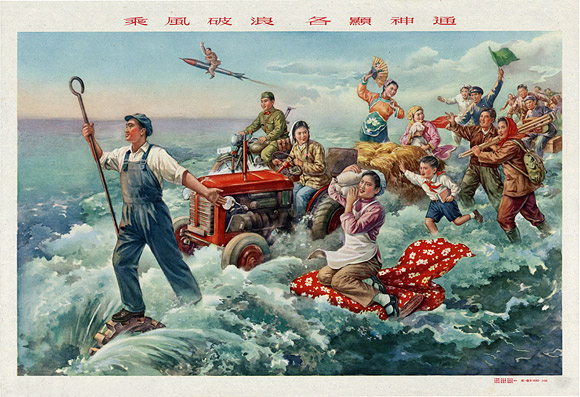
“大跃进”运动宣传海报

三面红旗，是中国共产党对“社会主义建设总路线”、“大跃进”、“人民公社”的统称，最初亦被称为“三大万岁”、“三个法宝”。三面红旗曾被毛泽东和中国共产党认为是引领中国人民进行社会主义建设的指导思想，导致了1959年-1961年的三年困难时期，至1962年初的七千人大会后，三面红旗的指导地位下降，而“八字方针”的提法增加。
拨乱反正、改革开放后，1979年起，“三面红旗”的称法不再被使用。1981年6月，中共十一届六中全会一致通过《关于建国以来党的若干历史问题的决议》，对“大跃进”和“人民公社”正式作出基本否定的评价。

## 称法
1959年中华人民共和国国庆节以后，中国大陆曾把总路线、大跃进、人民公社称为“三大万岁”。1959年12月，在《人民日报》上最早出现了“三面红旗”的提法，次年3月30日至4月10日，全国人大二届二次会议的一些报告也都采用了“三面红旗”的提法。此外，1960年元旦《人民日报》发表的社论《展望60年代》中，首次在报刊上出现了“三个法宝”的提法：“党和人民在毛泽东同志的领导之下，根据最近时期的经验，找到三个法宝，这就是：建设社会主义的总路线，大跃进的发展速度和人民公社的组织形式。” 1961年1月以前，红旗和法宝的两种提法同时并存，而此后不再提“三大法宝”或“三个法宝”，只提“三面红旗”。

## 历史
三面红旗是1959年起实施的“第二個五年計劃”中的三项核心工作，企圖在短期內使中华人民共和国成為一個富強的國家，建立社會主義。總路線是社會主義建設的綱領，即是「鼓足幹勁，力爭上游，多、快、好、省地建設社會主義」，大躍進是指速度、人民公社指的是組織。第一面红旗“总路线”的概念，是中国共产党中央委员会主席毛泽东提出的，總路線概括为“又多、又快、又好、又省”，1956年由《人民日报》公佈。

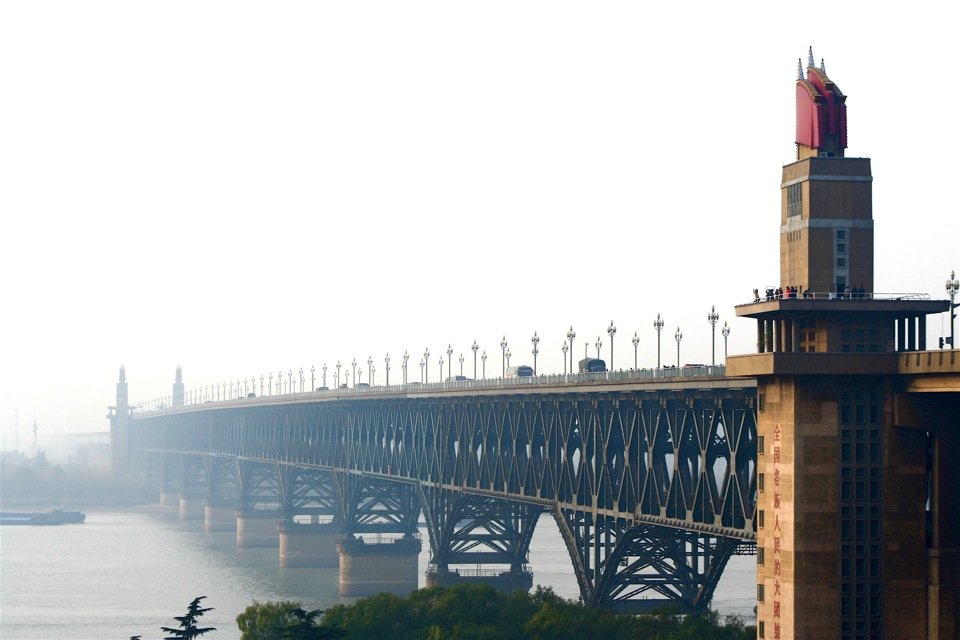
1968年建成的南京长江大桥，桥头堡顶部设计象征着“三面红旗”

1957年6月29日一名署名叫于践绘的人发表文章，提出“大跃进”的口號。1957年11月13日《人民日报》有社论：“有些人害了右倾保守的毛病，像蜗牛一样爬行得很慢。他们不了解农业生产合作化以后，我们就有条件也有必要在生产战线上来一个大的跃进。这是符合客观规律的。”
1958年2月2日又出現“全面大跃进”的口號。同年5月，中共八届二中会议肯定了“大跃进”的方针，总路线和大跃进的口号从此传向全国。由於毛澤東急於求成，要超英趕美，1958年要求鋼產量達到1,070萬噸，發動全民「大煉鋼鐵」，又連放衛星，畝產幾萬斤糧食，1958年3月，毛泽东在成都会议上提出人民公社的雛形，一開始名稱有“共产主义公社”、“集体农庄”，後來統一稱為“人民公社”，“一个比较最能表现这一组织的内容和最能受到群众欢迎的名称”，並且實行「吃飯不要錢」，衣、食、住、行全由公社所包辦。
1959年7月中共中央召開廬山會議，中共中央軍委副主席、國防部長彭德懷向中共中央主席毛澤東提出「萬言書」：“1959年就不僅沒有把步伐放慢一點，加以适當控制，而且繼續大躍進，這就使不平衡現象沒有得到及時調整，增加了新的暫時困難”，彭德怀指出，“浮夸風气較普遍地滋長起來”。毛澤東對彭展開了嚴厲的批判，作出《關於以彭德懷同志為首的反黨集團的錯誤的決議》，把彭德懷以及黃克誠、張聞天、周小舟等人調離職位，將他們打成「彭黃張周反黨集團」。随即在全党范围发动“反右倾运动”，超过300万名共产党党员和干部受到批判。

## 外部連結
- 七千人大會始末（页面存档备份，存于）